# Сабырхан, Махмуд Айдарханулы
Махмуд Айдарханулы Сабырхан (каз. Махмұд Айдарханұлы Сабырхан; род. 9 сентября 2001, Шымкент, Казахстан) — казахстанский боксёр-любитель и профессионал, выступающий в наилегчайшей и в легчайшей весовых категориях. Член национальной сборной Казахстана, чемпион мира (2023), серебряный призёр чемпионата мира (2021), серебряный призёр чемпионата Азии (2022), бронзовый призёр молодёжного чемпионата мира (2018), многократный победитель и призёр международных и национальных турниров в любителях.
08.09.2024 года стало известно, что Махмуд Сабырхан женился и сыграл свадьбу. Избранницей стала девушка с именем Назым.
Старший брат четырехкратного чемпиона Азии среди юниоров и молодёжи Торехана Сабырхана который дебютировал на профессиональном ринге в одном вечере с братом в Астане 5 апреля 2025 года

## Любительская карьера
В августе 2018 года стал бронзовым призёром молодёжного чемпионата мира в Будапеште (Венгрия), в весовой категории до 49 кг, в полуфинале раздельным решением судей (2:3) проиграв пуэрториканцу Жан Поль Ривере.

### Чемпионат мира 2021 года
В начале ноября 2021 года, в Белграде (Сербия) стал серебряным призёром чемпионата мира в категории до 54 кг. Там он в 1/16 финала победил по очкам единогласным решением судей (счёт: 5:0) боксёра из Южной Кореи Инкю Кима, в 1/8 финала победил по очкам раздельным решением судей (счёт: 4:1) шотландца Мэттью Макхейла, в четвертьфинале по очкам единогласным решением судей (счёт: 5:0) победил бразильского боксёра Майкла Тринидада, в полуфинале по очкам единогласным решением судей (счёт: 5:0) победил индийского боксёра Акаша Кумара, но в финале единогласным решением судей (счёт: 0:5) проиграл опытному японскому боксёру Томою Цубои.

### 2022—2023 годы
В ноябре 2022 года стал серебряным призёром чемпионата Азии в Аммане (Иордания) в категории до 54 кг, где он в финале по очкам раздельным решением судей (1:4) проиграл опытному филиппинскому боксёру Карло Пааламу.
В мае 2023 года, в Ташкенте (Узбекистан) стал чемпионом мира в весе до 54 кг. Где он в четвертьфинале соревнований по очкам единогласным решением судей (5:0) победил боксёра из Ганы Амаду Мохаммеда, затем в полуфинале по очкам единогласным решением судей (5:0) победил опытного кубинца Йосвани Вейтия, и в финале единогласным решением судей (5:0) победил узбека Ойбека Жураева.

### Олимпийские игры 2024
В первом поединке в 1/8 финала в новой для себя весовой категории (до 57 кг.) Сабырхан сразился с двукратным призёром чемпионата Европы испанцем Хосе Килесом Бротонсом и сенсационно проиграл решением большинства судей со счётом 4:1. 

## Профессиональная карьера
5 апреля 2025 года в Астане (Казахстан) дебютировал на профессиональном ринге в вечера бокса Алимханулы - Нгамисенге, где в рамках второй легчайшей весовой категории (до 55.3) встретился с 19-летним вьетнамцем Дангом Дак Хайнхом (2-1, 2 КО). Полностью доминировав Махмуд отправил в нокдаун вьетнамца ударом по корпусу в первом раунде, повторил нокдаун во втором раунде, а после третьего нокдауна по корпусу рефери остановил бой.